# 橫濱鋼彈工廠
橫濱鋼彈工廠（英語：GUNDAM FACTORY YOKOHAMA）是一座位於日本神奈川縣橫濱市山下碼頭的娛樂及展覽性設施，其主要設施是一座1:1等大尺寸，可移動的RX-78系列機動戰士與專屬格納庫。這座鋼彈是根據日本動畫系列《GUNDAM系列》中的同型機器人所建造，高度共18公尺，每半小時進行一次10分鐘的移動式表演。
該設施原計劃於2020年10月開放，以慶祝《GUNDAM系列》40週年和2020年夏季奥林匹克运动会，但由於2019冠状病毒病疫情的影響，展覽的建設被推遲。該設施於2020年12月19日開放，並原定開放至2022年3月31日。然而，由於疫情的持續影響，展覽宣布延長營運至2024年3月31日。在開幕式的電視直播中，搖滾樂團月之海演唱了40週年紀念主題曲《The Beyond》。

## 設施
該活動共包括兩座設施，其中鋼彈碼頭展示了可移動的鋼彈「RX-78F00」。這是日本動漫的雕像中第三座以1:1比例建造的鋼彈，此前曾有2009年的RX-78-2和2017年的RX-0。會場旁則設有鋼彈實驗室，該展示空間主要展覽有關RX-78F00構造的資訊，以及設有模擬高達駕駛艙內部的虛擬實境圓頂，並有一間出售鋼彈主題產品的咖啡館和GUNPLA商品店。

## 文化意義
該設施的建立旨在慶祝《鋼彈》系列首映40週年，並且得到了《鋼彈》動畫導演富野由悠季的親自參與。

## 外部連結
- 官方网站 （英語）
- YouTube上的GUNDAM FACTORY YOKOHAMA official movie (Dec. 4, 2020) （日語）